# Okerattila
De okerattila (Attila torridus) is een zangvogel uit de familie Tyrannidae (tirannen).

## Verspreiding en leefgebied
Deze soort komt voor in westelijk Ecuador en noordwestelijk Peru (Tumbes).

## Status
De grootte van de populatie wordt geschat op 2500-10.000 volwassen vogels. Het verspreidingsgebied is klein en versnipperd en de aantallen nemen af door ontbossing. Op de Rode lijst van de IUCN heeft deze soort daarom de status kwetsbaar.